# باول ويلر (لاعب كرة قدم)
باول ويلر (بالإنجليزية: Paul Wheeler)‏ هو لاعب كرة قدم بريطاني، ولد في 3 يناير 1965 في Caerphilly ‏ في المملكة المتحدة. لعب مع ستوكبورت كونتي وكارديف سيتي ونادي بريستول روفيرز ونادي تشستر سيتي ونادي ستاليبريدج سيلتيك ونادي سكاربورو ونادي هيرفورد وهال سيتي.